# Baguettes (couverts asiatiques)
Pour les articles homonymes, voir baguettes.
Les baguettes sont des couverts de table permettant de saisir les aliments ; elles sont surtout utilisées en Asie et leur usage est traditionnel, en Chine, en Corée, au Japon et au Viêt Nam.

## Histoire
Sima Qian, un historien de la dynastie Han (de 206 avant J.-C. à 220 après J.-C), prétend que les baguettes étaient connues avant la dynastie Shang (1766-1122 avant notre ère). Mais il n'existe aucune preuve factuelle (archéologique, ou basée sur des textes anciens) à l'appui de cette affirmation. La preuve la plus ancienne découverte jusqu'à présent consiste en six baguettes en bronze, longues de 26 centimètres et larges de 1,1 à 1,3 centimètre, excavées dans le site Yin Xu près d'Anyang (Henan). Elles sont datées approximativement de 1 200 avant notre ère. On suppose qu'elles étaient utilisées pour cuisiner,,. La plus ancienne référence textuelle connue à l'utilisation de baguettes provient du Han Feizi, un texte philosophique écrit par Han Fei (vers 280-233 avant J.-C.) au 3e siècle avant J.-C.. Selon une tradition populaire, l'influence de la pensée philosophique de Confucius aurait contribué à l'adoption des baguettes, l'usage de celles-ci étant destiné aux lettrés, les couteaux étant eux réservés aux guerriers.

### Comme ustensiles de cuisine
Les premières baguettes étaient utilisées pour cuisiner, remuer le feu, servir ou saisir des morceaux de nourriture, et non pour se nourrir directement soi-même comme cela se fait dans les temps plus récents. L'une des raisons[pourquoi ?][pas clair] est qu'avant la dynastie Han, le millet était prédominant en Chine du Nord, en Corée et dans certaines régions du Japon.
Les ryōribashi (料理箸) sont des baguettes utilisées dans la cuisine japonaise. Elles servent exclusivement à la cuisine et ne sont pas conçues pour saisir les aliments que l'on veut manger. Ces baguettes permettent de manipuler les aliments chauds d'une seule main et s'utilisent comme des baguettes ordinaires. Ces baguettes ont une longueur de 30 centimètres ou plus et peuvent être reliées par une ficelle au sommet. Elles sont généralement fabriquées en bambou. Toutefois, pour la friture, il est préférable d'utiliser des baguettes en métal avec un manche en bambou, car les extrémités des baguettes en bambou ordinaires se décolorent et deviennent grasses après un usage répété dans l'huile chaude. Les manches en bambou, mauvais conducteur de la chaleur, permettent d'éviter de se brûler en cuisinant.
De même, les cuisiniers vietnamiens utilisent des đũa cả (𥮊奇) ou « grandes baguettes » surdimensionnées pour cuisiner et pour servir le riz dans la marmite.

### Comme ustensiles lors des repas

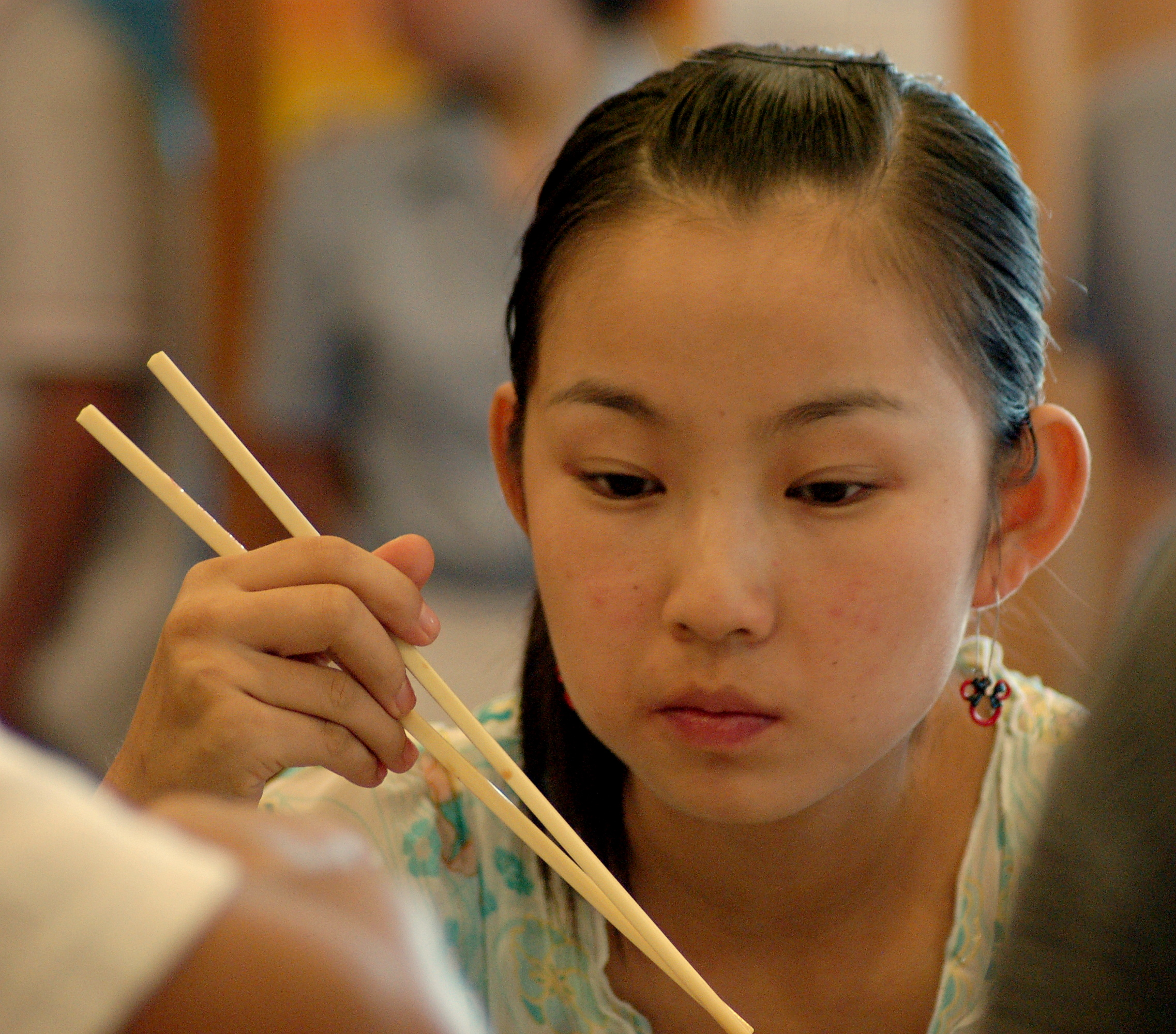
Utilisation des baguettes.

Utilisation des baguettes.

Les baguettes ont commencé à être utilisées au cours de la dynastie Han, lorsque la consommation de riz a augmenté. Au cours de cette période, les cuillères ont continué à être utilisées aux côtés des baguettes comme ustensiles lors des repas. Ce n'est qu'à partir de la dynastie Ming que les baguettes ont été utilisées exclusivement pour servir et manger. Elles acquièrent alors le nom de kuaizi et leur forme actuelle.

### Popularisation dans le monde
L'utilisation des baguettes comme ustensiles de cuisine et de repas s'est répandue dans toute l'Asie de l'Est au fil du temps. Des spécialistes tels que Isshiki Hachiro et Lynn White ont noté que le monde était divisé en trois coutumes alimentaires, ou sphères culturelles alimentaires. Il y a ceux qui mangent avec les doigts, et ceux qui utilisent des fourchettes et des couteaux. Puis il y a la « sphère culturelle des baguettes », composée de la Chine, du Japon, de la Corée, de Taïwan et du Viêt Nam.
Au fur et à mesure de l'émigration des Chinois de souche, l'utilisation de baguettes comme ustensiles de table pour certains aliments ethniques s'est imposée dans les pays d'Asie du Sud et du Sud-Est tels que le Cambodge, le Laos, le Népal, la Malaisie, la Birmanie, Singapour et la Thaïlande. À Singapour et en Malaisie, les Chinois de souche consomment traditionnellement tous les aliments avec des baguettes, tandis que les Indiens et les Malais de souche (surtout à Singapour) utilisent des baguettes uniquement pour consommer des plats de nouilles. Dans l'ensemble, l'utilisation d'une cuillère ou d'une fourchette est plus courante dans ces régions,. Au Laos, à la Birmanie, en Thaïlande et au Népal, les baguettes ne sont généralement utilisées que pour consommer des nouilles.
De même, les baguettes sont davantage acceptées en relation avec la nourriture asiatique à Hawaï, sur la côte ouest de l'Amérique du Nord,, et dans les villes comptant des communautés asiatiques d'outre-mer tout autour du globe.
La première référence européenne aux baguettes se trouve dans le Suma Oriental portugais de Tomé Pires, qui écrit en 1515 à Malacca : « Ils [les Chinois] mangent avec deux baguettes et le bol en terre cuite ou en porcelaine dans la main gauche près de la bouche, avec les deux baguettes pour aspirer. C'est la manière chinoise ».

### Nommage d'après différents pays
Dans l'ancien chinois écrit, les baguettes étaient appelées zhu (箸). Bien qu'il ait pu être largement utilisé dans l'ancien chinois parlé, son usage a finalement été remplacé par la prononciation du caractère kuài (快), qui signifie « rapide ». Le caractère original, bien que toujours utilisé à l'écrit, est rarement utilisé dans le chinois parlé moderne. Il est cependant préservé dans les dialectes chinois tels que le Hokkien et le Teochew, car les langues chinoises Min descendent directement du vieux chinois plutôt que du chinois moyen.
Le terme chinois standard pour désigner les baguettes est kuàizi (筷子). Le premier caractère (筷) est un composé sémantico-phonétique créé avec une partie phonétique signifiant « rapide » (快), et une partie sémantique signifiant « bambou » (竹), en utilisant le radical (⺮),.
Le mot anglais chopstick pourrait être dérivé de l'anglais pidgin chinois, dans lequel chop chop signifiait « rapidement ». Une autre possibilité est que ce terme soit dérivé de chow (ou chow chow) un autre mot de la langue véhiculaire pidgin de l'Asie du Sud-Est signifiant « nourriture ». Ainsi, baguettes signifierait simplement « bâtonnets à nourriture ».

## Typologie

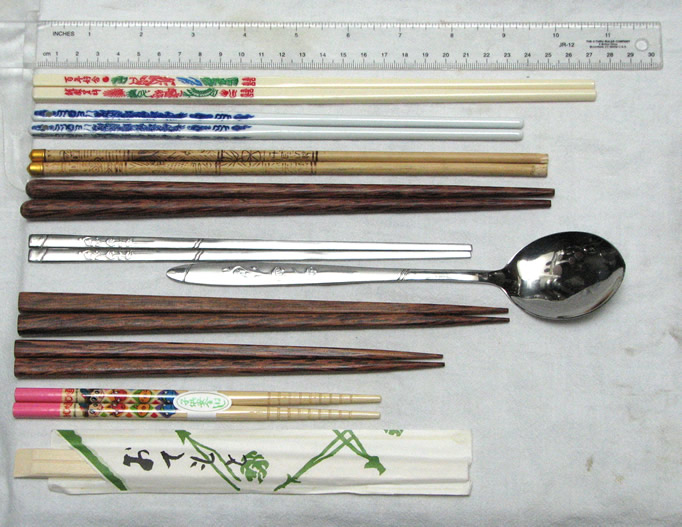
De haut en bas : baguettes en plastique de Taïwan ; en porcelaine de Chine continentale ; en bambou du Tibet ; en bois de palmier d'Indonésie (type vietnamien) ; plates en inox de Corée (avec cuillère assortie) ; du Japon (deux paires pour couple) ; du Japon pour enfant et waribashi jetables (emballées).

Il existe plusieurs sortes de baguettes :
- Les chinoises (筷子, kuàizi), longues, à bout cylindrique, généralement en bois de bambou ou  plastique. La Chine fabriquait – et jetait – un grand nombre de baguettes en bambou, consommant ainsi des centaines de milliers de tonnes de ce bois très prisé. Elle a donc préconisé d'utiliser des baguettes en plastique réutilisables ;
- Les coréennes (젓가락, jeotgarak), courtes, à bout plat, généralement en métal, accompagnées le plus souvent d'une cuillère assortie ;
- Les japonaises (箸 / はし, hashi), courtes, à bout pointu, généralement en bois ;
- Les vietnamiennes (đũa) longues, traditionnellement en bois, aujourd'hui également en plastique. Il existe également des baguettes larges et plates (đũa cả), utilisées pour servir le riz.

Seules les baguettes coréennes sont métalliques. La raison de cette singularité vient du Moyen Âge, où l’on eut l’idée de baguettes en argent, d’abord destinées au roi. Une des propriétés chimiques de l’argent étant qu’il change de couleur au contact de certaines substances, l’utilisation de baguettes en argent permettait parfois de détecter la présence de poison dans les aliments ; les complots et autres trahisons étant monnaie courante à cette époque.
Pour faire la cuisine, on utilise souvent des baguettes spécifiques, plus longues et plus solides, qui permettent par exemple de saisir des aliments très chauds ou d'atteindre le fond d'une casserole.
Les habitants de ces pays s'aident aussi de cuillères pour manger mais pas de couteaux car, en Asie, les plats sont prédécoupés avant d’être servi. Les habitants de Malaisie et Brunei utilisent aussi des couverts et leurs doigts.

## Impact environnemental
En 2016, la majorité des baguettes étaient jetables.
En Chine, l’équivalent de 3,8 millions d’arbres sont abattus chaque année pour produire ~ 57 milliards de baguettes[citation nécessaire]. Environ la moitié d’entre elles sont fabriquées en bambou. Les autres sont à base de bois divers comme celui du coton, du bouleau ou de l’épicéa. Le gouvernement japonais estime que 25 milliards de baguettes jetables sont consommées dans l’archipel chaque année, soit 200 paires par habitant.
En outre, les magasins japonais, soucieux de la satisfaction de leurs clients, offrent systématiquement une paire de Waribashi à chaque achat de nourriture. Souvent, celles-ci sont emballées dans du plastique. Le sculpteur et artiste japonais Donna Keiko Ozawa a récupéré et exposé quelque 60 000 baguettes en bois à travers le Japon pour dénoncer leur impact écologique.
Il existe des alternatives comme les baguettes en matériaux recyclés.